# Detained
Detained è un cortometraggio muto del 1924 diretto da Scott Pembroke e Joe Rock, prodotto da Joe Rock e interpretato da Stan Laurel.
Il cortometraggio fu distribuito nelle sale il 1º ottobre 1924.

## Trama
Mentre passeggia nel parco, Stan incontra un evaso che in subito lo afferra e gli fa indossare la sua tuta.
Immediatamente viene avvistato da un poliziotto e spedito in carcere.
La vita in cella è dura, ma Stan non si perde d'animo e tenta persino una fuga, inutilmente; poi si trova nel locale dove è una sedia elettrica, con la quale fa involontariamente morire un secondino.
Successivamente, si allea con un prigioniero per scappare scavando insieme a lui un tunnel sotterraneo, sbucando in un deposito di esplosivi.
Dopo aver accidentalmente fatto esplodere un muro, che confina con l'ufficio del direttore della prigione, Stan saprà riscattarsi colpendo il suo compagno con un vaso.
Finalmente Stan può respirare di nuovo l'aria della libertà, ma un equivoco ricreerà una nuova girandola di equivoci: infatti il direttore della prigione consegna un attimo a Stan il suo portafoglio per chiudere il cancello e se ne va. Stan cerca di richiamarlo, ma poi ci ripensa e si mette ad esultare per il colpo di fortuna; ma viene avvistato da un altro poliziotto che lo insegue e che cade in un tombino aperto fortuitamente scavalcato da Stan.

## Curiosità
La gag del "collo allungabile" di Laurel fu riutilizzata insieme a Oliver Hardy in I fanciulli del West (1937).